# Mathias Zopfi
Mathias Zopfi (Glarus Süd, 14 december 1983) is een Zwitsers advocaat, notaris, militair rechter en politicus voor de Groene Partij van Zwitserland (GSP/PES) uit het kanton Glarus. Hij zetelt sinds 2019 in de Kantonsraad.

## Biografie
Mathias Zopfi groeide op in Engi, dat in 2011 fuseerde met zijn geboorteplaats Glarus Süd. Hij studeerde rechten aan de Universiteit van Zürich. Na zijn studies vestigde hij zich als advocaat en notaris. Hij is tevens plaatsvervangend rechter in de militaire rechtbank van beroep.
Sinds 2011 zetelt hij in de Landraad van Glarus, waarvan hij in de periode 2017-2018 voorzitter was. Bij de parlementsverkiezingen van 2019, die werden gewonnen door zijn partij, werd hij verkozen in de Kantonsraad namens zijn kanton Glarus, samen met de herverkozen Thomas Hefti (FDP/PLR). Hij nam de Kantonsraadszetel over van Werner Hösli (SVP/UDC), die zich niet herverkiesbaar had gesteld.